# لی جانسون (بازیکن فوتبال)
لی جانسون (انگلیسی: Lee Johnson؛ زادهٔ ۷ ژوئن ۱۹۸۱) یک بازیکن فوتبال اهل بریتانیا است.